# Dicyphus epilobii
Espèce
Dicyphus epilobii est une espèce de petits insectes hétéroptères (punaises) de la famille des Miridae.
Long de 4 à 5 mm, cet insecte abondant vit sur Epilobium hirsutum. Le segment basal de ses antennes est rouge.

## Galerie

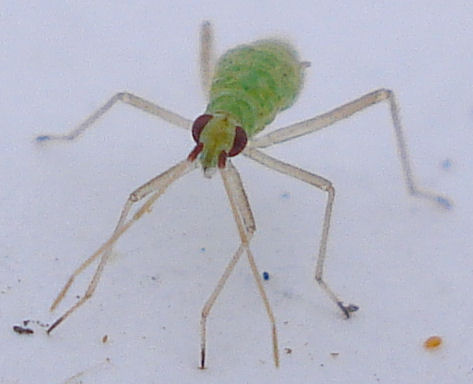
Nymphe
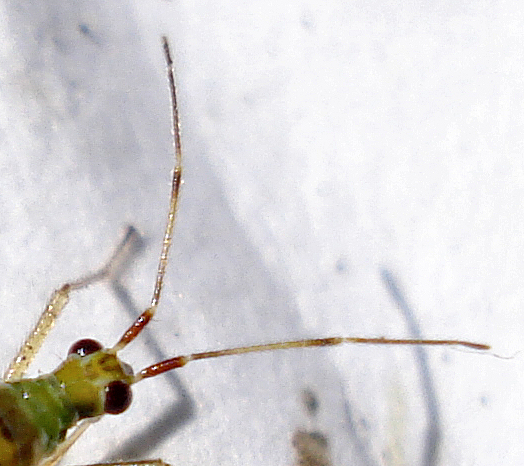
Segment basal des antennes rouge